# Ditrichum montanum
Ditrichum montanum là một loài rêu trong họ Ditrichaceae. Loài này được Leiberg mô tả khoa học đầu tiên năm 1893.